# IWA世界タッグ王座
IWA世界タッグ王座（アイ・ダブリュー・エーせかいタッグおうざ）は、国際プロレスが管理、認定していた王座。

## 概要
国際プロレスのタッグチーム・タイトルとしては、これ以前に1967年にアル・コステロ&ドン・ケントのファビュラス・カンガルーズを初代王者チームとして創設されたTWWA世界タッグ王座がある。1968年2月14日、豊登&サンダー杉山がカンガルーズからこのタイトルを奪取。ほどなくしてTWWA（トランス・ワールド・レスリング・アソシエーション）の設立者の一人であるグレート東郷が国際プロレスと決別、組織としてのTWWAも形骸化したが、同タッグ王座は以降も国際プロレスのフラッグシップ・タイトルとなり、翌1969年にかけて20回以上の防衛戦が行われた（挑戦者チームには、ビル・ロビンソン&トニー・チャールズ、スカイ・ハイ・リー&ジ・アウトロー、ジョージ・ゴーディエンコ&ジョン・ダ・シルバ、ゴーディエンコ&ピーター・メイビアなどがいる）。
その後、新たな統轄組織・IWA（インターナショナル・レスリング・アソシエーション）がTWWAに取って代わる形で発足。1969年5月18日にフランスのパリで開催された王座決定トーナメントの決勝戦で、豊登&ストロング小林がモンスター・ロシモフ&イワン・ストロゴフを破り初代王者チームとなった。
以降、ラッシャー木村、グレート草津、マイティ井上、アニマル浜口など国際プロレスの主力勢が戴冠。外国人チームが当時アメリカで保持していたタッグ王座とのダブルタイトル戦も行われ、1974年11月21日に大阪府立体育館で行われた木村&草津vsニック・ボックウィンクル&レイ・スティーブンスはAWA世界タッグ王座とのダブルタイトルマッチだった（1972年11月30日の茨城県立スポーツセンター体育館での小林&草津vsディック・ザ・ブルーザー&クラッシャー・リソワスキーはWWA世界タッグ王座とのダブルタイトルマッチとして行われたが、実際には当時のWWA世界タッグ王者チームはザ・ブラックジャックスであり、ブルーザー&クラッシャーは同王座を保持していなかった）。
1974年3月31日に釧路市厚生年金体育館で行われた木村&草津vsジム・ブランゼル&ザ・ブルート戦は初の金網デスマッチでの防衛戦となり、以降は金網デスマッチによるタイトルマッチも行われた。1981年8月8日、北海道根室市での井上&阿修羅・原vsジェリー・オーツ&テリー・ギッブス戦が最後のタイトルマッチおよび最後の金網タッグデスマッチとなり、8月9日の国際プロレス崩壊とともに封印。
国際プロレスがAWAと提携していた1970年代前半は、ブルーザー&クラッシャーをはじめ、ジェリー・ブラウン&バディ・ロバーツ（ハリウッド・ブロンズ）、ダスティ・ローデス&ディック・マードック（テキサス・アウトローズ）、ジン・アンダーソン&オレイ・アンダーソン（ミネソタ・レッキング・クルー）、ニック・カーター&スウィート・ウィリアムス（ザ・キウィズ）、スーパースター・ビリー・グラハム&バロン・フォン・ラシク、そしてAWA世界タッグ王者チームのボックウィンクル&スティーブンスなど、当時のアメリカでもトップクラスの強豪チームが挑戦者として名を連ねている。　
ベルト自体は、初代はTBS『TWWAプロレス中継』時代に使用され、2代目は東京12チャンネル（現：テレビ東京）『国際プロレスアワー』開始に合わせて新調された。
後年、鶴見五郎が吉原の遺族の了承を得て、国際プロレスプロモーションにて「IWA世界タッグ王座」の名称で王座を復活させたが、国際プロレスプロモーションが2007年5月を最後に活動を停止し、王座は封印状態となっている。

## 歴代王者
| 歴代   | タッグチーム                                | 防衛回数 | 獲得日付       | 獲得場所（対戦相手・その他） |
| ------ | ------------------------------------------- | -------- | -------------- | --- |
| 初代   | 豊登 ストロング小林                         | 4        | 1969年5月18日  | フランス・パリ ※トーナメント決勝でモンスター・ロシモフ&イワン・ストロゴフを破り獲得 ※1970年1月9日、豊登の国際プロレス退団により返上 |
| 第2代  | モンスター・ロシモフ マイケル・ネイダー     | 0        | 1970年1月18日  | 福岡市九電記念体育館 ※サンダー杉山&グレート草津との王座決定戦で獲得                                                                 |
| 第3代  | サンダー杉山 グレート草津                   | 8        | 1970年2月3日   | 広島県立体育館 |
| 第4代  | ラリー・ヘニング ボブ・ウィンダム           | 3        | 1970年11月19日 | 足利市月丘高校体育館 |
| 第5代  | サンダー杉山 グレート草津                   | 4        | 1970年12月12日 | 台東区体育館 ※1971年6月29日、草津のアメリカ遠征により返上                                                                           |
| 第6代  | レッド・バスチェン ビル・ハワード           | 1        | 1971年9月7日   | 大田区体育館 ※サンダー杉山&ラッシャー木村との王座決定戦で獲得                                                                       |
| 第7代  | サンダー杉山 ラッシャー木村                 | 7        | 1971年9月23日  | 諫早市体育館 ※1972年5月、木村のアメリカ遠征により返上                                                                               |
| 第8代  | グレート草津 ストロング小林                 | 6        | 1972年7月7日   | 千葉県体育館 ※ビル・ミラー&バロン・マイケル・シクルナとの王座決定戦で獲得                                                           |
| 第9代  | マッドドッグ・バション イワン・コロフ       | 1        | 1973年4月18日  | 土浦スポーツセンター |
| 第10代 | グレート草津 ラッシャー木村                 | 11       | 1973年5月14日  | 船橋ヘルスセンター ※1975年4月30日、木村のIWA世界ヘビー級王座獲得により返上                                                          |
| 第11代 | グレート草津 マイティ井上                   | 2        | 1975年6月13日  | 岩手県営体育館 ※トーア・カマタ&デューク・サベージとの王座決定戦で獲得                                                               |
| 第12代 | ピエール・マーチン マイク・マーテル         | 1        | 1975年11月3日  | 後楽園ホール |
| 第13代 | グレート草津 マイティ井上                   | 5        | 1975年12月2日  | 横浜文化体育館（金網デスマッチで開催）                                                                                              |
| 第14代 | リップ・タイラー エディ・サリバン           | 0        | 1976年6月7日   | 福山市民体育館 |
| 第15代 | グレート草津 マイティ井上                   | 7        | 1976年6月11日  | 古河市民体育館 ※1977年1月4日、IWAワールド・タッグ・トーナメント開催に伴い返上                                                       |
| 第16代 | ビッグ・ジョン・クイン クルト・フォン・ヘス | 0        | 1977年3月25日  | 横浜文化体育館 ※IWAワールド・タッグ・トーナメント決勝でアニマル浜口&寺西勇を破り獲得                                                |
| 第17代 | グレート草津 アニマル浜口                   | 3        | 1977年3月26日  | 蔵前国技館 |
| 第18代 | ワイルド・サモアンズ （アファ&シカ）        | 0        | 1978年1月5日   | 大阪府立体育館 |
| 第19代 | グレート草津 アニマル浜口                   | 4        | 1978年1月20日  | 大田区体育館 |
| 第20代 | 山本小鉄 星野勘太郎                         | 1        | 1979年1月21日  | 後楽園ホール |
| 第21代 | アニマル浜口 マイティ井上                   | 11       | 1979年2月23日  | 千葉公園体育館（新日本プロレスの興行） ※1980年4月13日、浜口の負傷欠場により返上                                                     |
| 第22代 | ストロング小林 永源遙                       | 0        | 1980年6月29日  | 後楽園ホール ※マイティ井上&寺西勇との王座決定戦で獲得                                                                               |
| 第23代 | アニマル浜口 マイティ井上                   | 5        | 1980年7月15日  | 富士市民体育館 ※1981年4月18日、浜口の病気療養により返上                                                                             |
| 第24代 | ポール・エラリング テリー・ラザン           | 1        | 1981年5月4日   | 札幌中島スポーツセンター ※ラッシャー木村&マイティ井上との王座決定戦で獲得                                                           |
| 第25代 | マイティ井上 阿修羅・原                     | 3        | 1981年5月16日  | 後楽園ホール（金網デスマッチで開催） ※1981年9月30日、国際プロレス崩壊のため封印                                                     |